# Oïdi del blat
L'oïdi del blat (Blumeria graminis) és una espècie de fong ascomicot de l'ordre dels helotials (Helotiales). És un fong patogen que causa oïdi en les gramínies, incloent els cereals com el blat i l'ordi, entre d'altres. És l'única espècie dins el gènere Blumeria.  Pel seu anamorf també rep el nom d'Erysiphe graminis, Oidium monilioides i Oidium tritici.

## Morfologia
El seu miceli pot cobrir gairebé tota la planta. L'ascocarp és de color marró fosc, globós amb apèndixs filamentosos.

## Ecologia
Blumeria graminis es dispersa a través de conidis i ascòspores. No creix en medis sintètics de laboratori. Li són favorables condicions relativament fresques i humides. Té una gran diversitat genètica relativa. El seu genoma ha estat seqüenciat